# Новочеркутино
Новочерку́тино — село Добринского района Липецкой области России. Центр Новочеркутинского сельсовета.

## География
Стоит на правом берегу реки Плавицы; здесь через неё переброшен автомобильный мост. На противоположном берегу находится деревня Слава. На юге к Новочеркутину примыкает деревня Архиповка; сегодня это фактически единый населённый пункт.

## История
В 1770-х годах владелец соседних селений Пушкино и Сергеевка князь Николай Иванович Салтыков купил здесь землю и поселил на более 80 крестьянских семей из села Черкутино Владимирской губернии. Новое селение стало Новочеркутино. Под таким названием оно упоминается в документах 1782 года.
Накануне отмены крепостного права владельцем села был Юрий Николаевич Голицын.
В селе располагалось родовое имение «Салтыки». Интересные описания об имении оставила дочь Ю. Н. Голицына — Елена Юрьевна, в замужестве Хвощинская. Голицын приглашал в имение художника Виаля для написания картины хора.
Находилась почтовая станция выдачи всякого рода корреспонденции на проселочном тракте.
В селе располагалось волостное правление.
1890 — в селе открыта богадельня.

## Население
| 2010 |
| ---- |
| 500  |

## Известные уроженцы
- Цаплин, Алексей Иванович (1913—1985) — полный кавалер ордена Славы.

## Достопримечаельности

### Объекты культурного значения
- Ансамбль усадьбы (I пол. XIX в.):

1) дом усадебный 
2) флигель
3) сад
- Усадьба (II пол. XIX в.) 1) дом усадебный памятник архитектуры (вновь выявленный объект) 2) сад

## Транспорт
От Новочеркутина идёт прямое шоссе к районному центру поселку Добринка.